# Adrian Mole
Adrian Albert Mole Sue Townsend könyvsorozatának fiktív főszereplője. Az elsőként 1982-ben megjelent könyvből a BBC még ugyanebben az évben rádiójátékot készített, ez hozta meg a figura ismertségét. A rádiójáték mellett több adaptáció is készült, például tv-sorozat, amelyet a Magyar Televízió is sugárzott.
A történet tulajdonképpen egy fiktív napló, a főhős egyes szám első személyben szól az olvasóhoz, illetve magához a naplóhoz. Az első három kötetben a tinédzser Adrian Mole élete elevenedik meg. A kamasz lelki vívódásai mellett megjelennek a brit társadalom aktuális eseményei, problémái is.
Az utóbb megjelent 3 kötetben már a felnőtt Adrian Mole életének történéseit követhetjük nyomon. Hangsúlyosabban jelennek meg brit politikai események, és ezzel a figura kitört az ifjúsági regény kategóriájából.

## Könyvek
- A 13 és ¾ éves Adrian Mole titkos naplója (The Secret Diary of Adrian Mole, Aged 13¾) (1982)
- Adrian Mole újabb kínszenvedései (The Growing Pains of Adrian Mole) (1985)
- Adrian Mole és a kis kétéltűek (The True Confessions of Adrian Albert Mole) (1989)
- A 23 és ¾ éves Adrian Mole küzdelmei (Adrian Mole: The Wilderness Years) (1993)
- Adrian Mole – Cappuccino évek / Adrian Mole és napi hat cappuccino (Adrian Mole: The Cappuccino Years) (1999)
- Adrian Mole és a tömegpusztító fegyverek (Adrian Mole and the Weapons of Mass Destruction) (2004)
- Adrian Mole elveszett naplói – 1999-2001 (The Lost Diaries of Adrian Mole, 1999-2001) (2008)
- Adrian Mole folyó ügyei (Adrian Mole: The Prostrate Years) (2009)